# Auzouer-en-Touraine
Auzouer-en-Touraine é uma comuna francesa na região administrativa do Centro, no departamento Indre-et-Loire. Estende-se por uma área de 34,5 km². Em 2010 a comuna tinha 2 288 habitantes (densidade: 66,3 hab./km²).